# Уряд островів Рюкю
Уряд островів Рюкю (яп. 琉球政府, Рю:кю: сейфу) - орган управління архіпелагу Рюкю, що існував під час американської окупації острова Окінава.

## Історія
Створено 1 квітня 1952 і розформовано 14 травня 1972 після повернення архіпелагу Рюкю до складу Японії. Уряд складався з трьох традиційних гілок влади: законодавчої, виконавчої та судової; члени уряду обиралися шляхом виборів, а прийняті закони який завжди відповідали законам американської адміністрації.
Главою уряду був Головний виконавець (яп. 行政主席, Гьо: сей сусекі). У 1952-1960 Головний виконавець призначався американською адміністрацією, пізніше ним ставав лідер політичної партії, що вигравала (з 1960 по 1966), ще пізніше його стали обирати шляхом голосування в уряді (з 1966 по 1968), з 1968 і до кінця існування уряду право вибору Головного виконавця надавалося громадянам.

## Глави уряду
| Ім'я          | Період                                |
| ------------- | ------------------------------------- |
| Сухей Хіга    | 1 квітня 1952 - 25 жовтня 1956        |
| Дзюго Тома    | 11 листопада 1956 - 10 листопада 1959 |
| Сейсаку Ота   | 11 листопада 1959 - 30 жовтня 1964    |
| Сейхо Мацуока | 31 жовтня 1964 - 30 листопада 1968    |
| Тьобьо Яра    | 1 грудня 1968 - 14 травня 1972        |